# Владимирский, Александр Викторович
Александр Викторович Владимирский (Владский) (1838—1905/1906) — русский архитектор, издатель «Петербургского листка».

## Биография
Родился 4 (16) ноября 1838 года в семье В. А. Владимирского.
С 1854 года был вольноприходящим учеником Императорской Академии художеств и в 1859 году получил звание неклассного художника, а в 1865 году — классного художника 3-й степени за «проект хутора».
Его архитектурная деятельность незначительна; по его проекту в 1861—1862 годах был построен доходный дом в Санкт–Петербурге (Кустарный переулок, 6). Он имел значительные способности к живописи, интересовался музыкой и фотографией: за свои работы неоднократно награждался медалями и почётными отзывами на русских и всемирных выставках; изобрёл метод моментальных снимков посредством вспышки.
С 1877 года, после смерти отца, стал издателем «Петербургского листка». В 1896 году приобрёл собственный дом (Конногвардейский переулок, 6), в котором разместил редакцию и устроил типографию и электрическую станцию.
В течение девяти трёхлетних сроков был почётным мировым судьёй Белозерского уезда Новгородской губернии.
Погиб 24 декабря 1905 (6 января 1906) года — утонул, переправляясь в карете через реку Суду. Похоронен на Чужбойском кладбище в Новой Старине.